# Wallfahrtskirche Maria Hilf (Trutzhain)

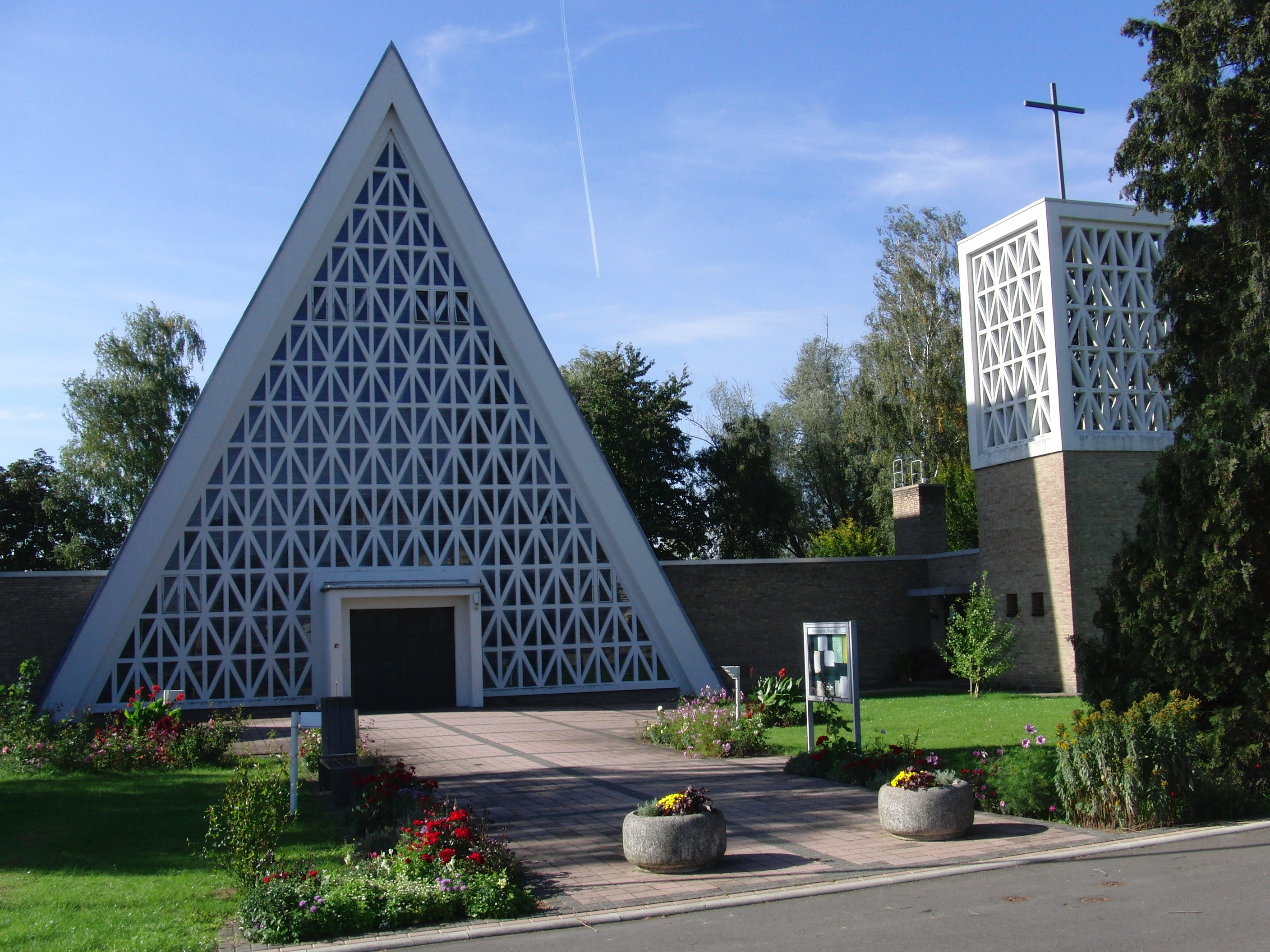
Wallfahrtskirche Maria Hilf

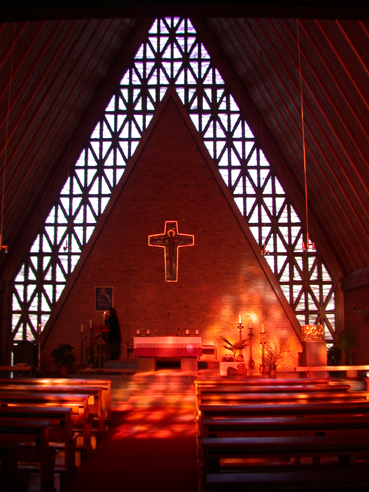
Kircheninneres

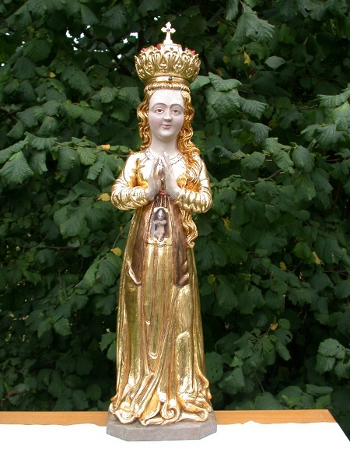
Die schwangere Madonna in Trutzhain

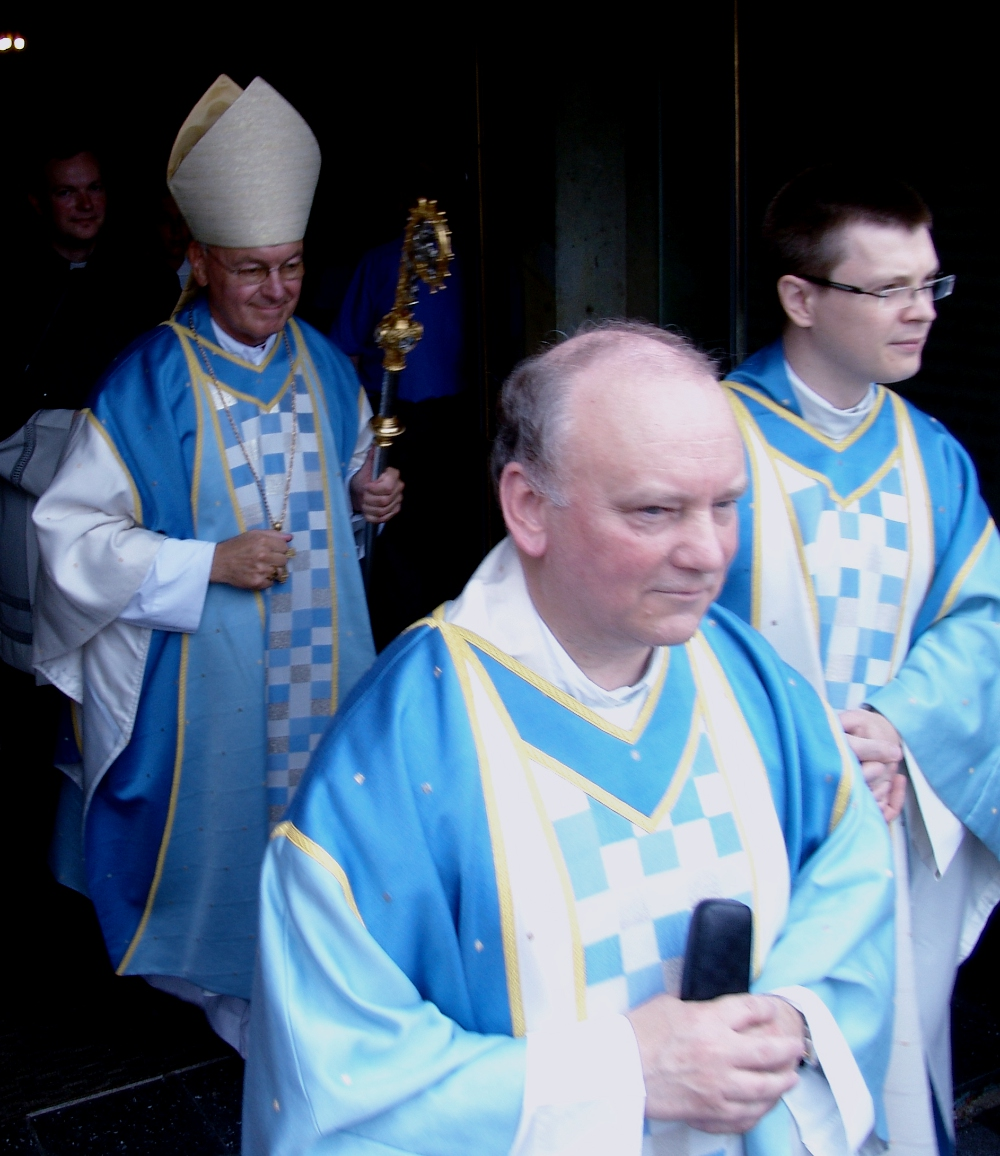
Bischof Algermissen im Trutzhainer Wallfahrtsmessgewand

Die römisch-katholische Wallfahrtskirche Maria Hilf in Trutzhain, einem Stadtteil von Schwalmstadt im nordhessischen Schwalm-Eder-Kreis, ist eine Wallfahrtskirche. Die dort einmal jährlich zelebrierte Quinauer Wallfahrt ist die zentrale religiöse Veranstaltung der Schwälmer Katholiken und die einzige kirchlich anerkannte Wallfahrt in Nordhessen.

## Vorgeschichte
Im Jahre 1948 wurde in einer verwahrlosten Baracke im ehemaligen Kriegsgefangenenlager StaLag IX A die Christmette als erster Gottesdienst an dieser Stelle gefeiert. Flüchtlinge und Heimatvertriebene aus dem Sudetenland, Schlesien, Pommern, Ostpreußen, Westpreußen und anderen deutschen Ostgebieten, die seit 1948 in diesem Lager untergebracht waren, gründeten die römisch-katholische Kirchengemeinde Maria Hilf. Am 18. September 1949 wurde diese Baracke offiziell als Kirche eingeweiht. Sie erhielt den Namen „Maria Hilf“ in Anlehnung an die gleichnamige Wallfahrtskirche bei Zuckmantel im schlesischen Altvatergebirge.
Bereits 1949/1950 wurde die Barackenkirche zur Wallfahrtskirche und zum Treffpunkt von Wallfahrern aus Quinau, im Kreis Chomutov (Komotau) im böhmischen Teil des Erzgebirges. Heimatvertriebene aus dieser Gegend hatten die Tradition der Quinauer Wallfahrt mit nach Trutzhain gebracht. Seither wird an jedem ersten Sonntag im Juli die Quinauer Wallfahrt in Trutzhain gefeiert. Sie geht auf den Bericht über eine Marienerscheinung im Jahr 1342 in Quinau zurück. Dreimal wurde die Barackenkirche erweitert, bevor schließlich 1964 der Grundstein zur neuen Maria-Hilf-Kirche gelegt wurde.

## Zeltkirche
Mit dem Neubau einer Zeltkirche erhielt der aus dem einstigen Lager entstandene Ort Trutzhain in den Jahren 1964/65 ein neues kirchliches Zentrum. Maria Hilf ist die einzige Wallfahrtskirche in Nordhessen. Sie ist barrierefrei und bietet über 200 Besuchern Platz.
In der Marienkapelle ist die aus der Gründungsphase des Ortes, die von den Heimatvertriebenen in Auftrag gegebene, Madonnenfigur der Maria mit Deckmantel zu sehen. 1987 erhielt die Kirchengemeinde von dem Holzschnitzer Anton Reinelt eine zweite Madonna. Diese ist als „mater gravida“, als schwangere Madonna, eine sehr seltene Darstellung Mariens, ausgeführt. Sie ist nur am Wallfahrtstag zu sehen. Beide Trutzhainer Madonnen sind der Madonna in Quinau nachempfunden und ähneln dieser. Eine weitere Madonna ist in der Mariengrotte im Pfarrgarten zu sehen.
Als einziger katholischer Kirchenbau dieser Größenordnung in der Schwalmregion wurde die Maria-Hilf-Kirche in Anlehnung an das Zweite Vatikanische Konzil von dem Kasseler Architekten Josef Bieling entworfen. Die Zeltkirche wird durch eine Marienkapelle mit dem Pfarrhaus sowie durch das Pfarrheim mit dem Glockenturm verbunden. Seit 2012 ist das Ensemble Kulturdenkmal.
Die Form der Kirche soll an die Dreifaltigkeit Gottes erinnern. Dabei steht das Zelt als Symbol für das Unterwegs-Sein durchs Leben. Es erinnert an das wandernde Volk Israel im ersten Bund. Auch soll die markante Kirche im Umfeld der ehemaligen Baracken an das Schicksal der Gemeindegründer erinnern.
Die Gründung eines kleinen Klosters durch den Orden der Oblaten Maria Immaculata (OMI) aus dem Bonifatiuskloster Hünfeld im Jahre 2009 in Schwalmstadt-Ziegenhain ist auf die Wallfahrt in Trutzhain zurückzuführen.

## Aussöhnung
Die erste Aussöhnungsbegegnung ehemaliger französischer Kriegsgefangener mit heimatvertriebenen Trutzhainern fand 1970 mit einem ökumenischen Gottesdienst in der Maria-Hilf-Kirche statt. Auf Einladung der Kyffhäuserkameradschaft Trutzhain besuchten ehemalige französische Kriegsgefangene erstmals nach dem Krieg Trutzhain. Seitdem entstanden viele Kontakte zwischen beiden Gruppen. Mehr als 10 Gruppenbesuche in Trutzhain und in Frankreich sind dokumentiert. Durch die Zusammenarbeit entstand 1983 das „Museum für den Frieden“. Treibende Kräfte des Aussöhnungsprozesses waren der römisch-katholische Geistliche Abbé Pierre Dentin und der Trutzhainer Horst Munk. Beide wurden für die mehr als drei Jahrzehnte dauernden Bemühungen mit dem Bundesverdienstkreuz der Bundesrepublik Deutschland ausgezeichnet.
Durch die heimatvertriebenen Pilger wurden auch die Kontakte zwischen der Trutzhainer Kirchengemeinde und Wallfahrern im Kreis Komotau bewahrt. Seit 1990 pilgerten Heimatvertriebene auch wieder nach Quinau zur Wallfahrt. 2005 besuchte erstmals eine Jugendgruppe aus dem Kreis Komotau Trutzhain. 2008 und 2009 nahm mit Pfarrer Mgr. Miroslav Dvouletý aus Jirkov (Görkau) erstmals ein tschechischer Geistlicher an der Quinauer Wallfahrt in Trutzhain teil.

## Wallfahrtmessgewänder
In einem Projekt entstanden 2007/2008 sechs einzigartige Messgewänder für die Quinauer Wallfahrt in Trutzhain. Studenten der Kasseler Werkakademie für Gestaltung, heute Werkakademie für Gestaltung Hessen, und der Textildesigner Henning Harms entwarfen eigens für die Wallfahrt neue Kaseln. Nach deren Vorlage fertigte die Weberei Rudolf Egelkraut in Trutzhain die Stoffe speziell an. Die Maßschneidermeisterin Ingeborg Bechstedt aus Lohfelden schneiderte aus den Stoffen die neuen Gewänder. Die Einzigartigkeit der Arbeit wurde auch durch die Teilnahme am 11. Hessischen Gestaltungspreis, der am 19. August 2008 in Kassel verliehen wurde, sichtbar. Eine besondere Würdigung erfuhr das Projekt durch die Aufnahme der Arbeit in die Ausstellung besonderer Objekte im Rahmen des Gestaltungspreises, die in Kassel, Wiesbaden und Wetzlar gezeigt wurde. Auch im erschienenen Katalog zum 11. Gestaltungspreis ist das Projekt berücksichtigt.

## Pilgerstätte
Zur Quinauer Wallfahrt in Trutzhain pilgern die Menschen seit der Einweihung der Kirche. Auch außerhalb der Wallfahrt besuchen Tages- und Übernachtungsgäste die Kirche. Seit 2007 ist sie in den ökumenischen Pilgerpfad, den Elisabethpfad, eingebunden. Für Pilger wurde 2008 das Elisabethzelt neben der Kirche erbaut. Darin können von Ostern bis Oktober 12–18 Personen übernachten. 2009 entstand die Pilgermauer an der Mariengrotte. Pilger können dort einen mitgebrachten Stein auf der Mauer als sichtbares Zeichen ihrer Wallfahrt hinterlegen. Später wird dieser Stein dann mit eingemauert und trägt so zur Erweiterung der Pilgermauer bei.